# LGBT práva na Filipínách

Duhová mapa Filipín

Filipíny jsou považovány za jeden z nejvíc LGBT friendly národů jak v Asii, tak i ve světě. V globálním výzkumu 39 zemí se Filipíny zařazují jako 10. nejvíc gay-friendly. Pouze v 17 sledovaných se většina obyvatel vyjádřila pro akceptaci homosexuality. Podle průzkumu "The Global Divide on Homosexuality provedeným Pew Research Center se 73 % dospělých Filipínců vyjádřilo pro společenské přijetí homosexuality, což je oproti 64 % z r. 2004 nárůst 9 %.
V klasickém období před španělskou okupací zdejší domorodci homosexualitu považovala za zcela normální fenomén lidského života. Homosexuálové měli postavení šamanů nebo duchovních vůdců, kteří byli zároveň i nositelé moudra, poznání, vědy, umění a literatury. Jelikož většinou neměli na starosti péči o potomstva, bylo jim pověřené vedení kmenů. Během islámských hnutí na Mindanau, které mělo své kořeny na Borneu, byl vztah místního obyvatelstva ovlivněn islámskou vírou. Nicméně její vliv na domorodce byl nulový, neboť zůstalo u své neislámské kultury, s níž souvisela i akceptace homosexuality. Během španělské kolonizace začal na souostroví pronikat římský katolicismus, který diametrálně změnil dříve pozitivní náhled většiny obyvatel na homosexualitu. Katolicismus se postupem času rozšířil po celém souostroví (vyjma Mindanaa, kam proniknul islám). Tento koloniální pozůstatek má ještě dnes na svědomí většinu případů diskriminace, ostrakizace a LGBT zločinů z nenávisti.
LGBT komunita zůstává i nadále jednou z nejvíce marginalizovaných menšin v zemi. Lesby, gayové, bisexuálové a translidé se často setkávají s nepříznivými podmínkami na trhu práce, nepřístupností občanských sňatků a problémy s rozjížděním vlastního byznysu. Toto vede ke stále více se zvyšujícímu nátlaku na uznání LGBT práv, jejich rovnost před zákonem a boj s diskriminací. Filipíny jsou jedním ze signatářů rezoluce OSN o lidských právech.

## Manželství a rodina
Filipíny neumožňují homosexuálním párům uzavírat stejnopohlavní manželství, registrované partnerství nebo jinou formu právního uznání jejich soužití.
Od r. 2006 se v Senátu i Kongresu diskutovalo o třech návrhů zákona proti stejnopohlavnímu manželství. Na začátku r. 2011 byl předložen návrh novely článku 26 filipínského zákona o rodině, který by zakazoval "zakázaná" manželství. Jeho hlavním účelem bylo zamezit uznávání zahraničních stejnopohlavních manželství ze strany Filipín. Tento návrh je momentálně projednáván v komisích.
V prosinci 2014 se ke stejnopohlavnímu manželství vyjádřil mluvčí prezidentského paláce Herminio Coloma mladší takto: "Musíme respektovat lidská práva jednotlivců vstupovat do takových partnerství. Musíme však počkat na to, jak se k této otázce postaví Kongres.
Když v květnu 2015 zlegalizovalo Irsko stejnopohlavní manželství prostřednictvím plebiscitu, získaly Filipíny možnost jej v tomto následovat prostřednictvím petice. Přestože Konference filipínských katolických biskupů (Catholic Bishops' Conference of the Philippines) podporuje všeobecnou rovnost, tak vůči manželství pro všechny zaujímá opoziční stanovisko. Své stanovisko odůvodňují tím, že 'stejnopohlavní manželství' a 'láska ke stejnému pohlaví' jsou špatné.

### Případ Nejvyššího soudu (2018)
V březnu 2018 převzal filipínský nejvyšší soud petici požadující zrušení článků 1 a 2 zákona o rodině, které by legalizovalo stejnopohlavní manželství.
Během druhého týdne června 2018 oznámil filipínský nejvyšší soud, že se začne zabývat veškeré argumenty v kauze ústavnosti zákona o rodině, který nepřipouští stejnopohlavní manželství. Ta sahá do roku 2015, kdy gay aktivista Jesus Falcis za podpory filipínských LGBT organizací, několika vyspělých demokracií, jako jsou Austrálie, Nový Zéland, Spojené království, Kanada, Francie, Španělsko, Itálie, Německo, Tchaj-wan, Japonsko a Nizozemsko a předních filipínských univerzit, včetně Ateneo de Manila University a University of the Philippines Dilimian, napadl zákonnou definici manželství, jako svazku muže a ženy, kvůli rozporu s ústavním pořádkem. V právní historii Nejvyššího soudu Filipín se jedná o první případ tohoto typu. Případu se dostalo značné pozornosti v mezinárodních médiích. Legalizaci stejnopohlavního manželství podpořil také filipínský prezident.
19. června 2018 se konalo první soudní řízení, v němž se přezkoumávalo, zda je Nejvyšší soud Filipín oprávněn zasahovat do zákona o rodině, zda ústavou garantované právo na život a na svobodu zahrnuje také právo uzavřít manželství s kýmkoli bez ohledu na pohlaví, zda je výlučnost občanských sňatků jako svazku muže a ženy v kompetenci jeho rozhodování, zda zákonná definice občanských sňatků jako svazku muže a ženy odporuje právu na rovné zacházení, zda odmítání práva homosexuálních párů uzavřít manželství odporuje jejich právu na život a na svobodu, zda koncepce stejnopohlavního manželství neodporuje náboženských svobodám, a v konečném důsledku, zda jsou články 1 a 2 společně s články 46 (4) a 55 (6) rodinného práva neústavní (homosexualita jednoho z manželů je zákonným důvodem k rozvodu). Úřad generálního advokáta Jose Calidy řekl, že je proti požadavkům žalobce. Druhé soudní řízení by mělo proběhnout 26. června 2018.

### Manželství a Komunistická strana Filipín
Nelegální Komunistická strana Filipín a její vojenská složka Armáda nového lidu (New People's Army) má ve své platformě legalizaci stejnopohlavních sňatků. V teritoriích jí ovládaných od r. 2005 oddává homosexuální páry.

## Ochrana před diskriminací

Mapa filipínských provinicí, měst, municipalit a barangays se zákonami proti homofobní a transfobní diskriminaci.

Ustanovení zákona o veřejných sociálních pracovnících týkající se problematiky diskriminace sociálních pracovníků z důvodu sexuální orientace ve státní sféře říká následující:
"Sekce 17. Práva veřejných sociálních pracovníků. - Veřejní sociální pracovníci disponují následujícími právy:'
1.) Právo na ochranu před diskriminací na základě pohlaví, sexuální orientace, věku, politického nebo náboženského přesvědčení, rodinného stavu, fyzických charakteristik, zdravotního stavu nebo etnika;
2.) Ochrana před jakoukoli formou šikany, obtěžování, zastrašování či neoprávněného omezování ve výkonu práce, včetně svévolného přemisťování či ukončování pracovního poměru bez udání jasně srozumitelného důvodu.";
Ustanovení zákona o ženách týkající se povinnosti státu aktivně prosazovat ochranu práv žen bez ohledu na sexuální orientace říkají následující:
"Stát respektuje práva žen jako lidská práva a vyvíjí veškeré úsilí k plnění svých povinností vyplývajících z mezinárodního i vnitrostátního práva, mezi něž patří uznání, respekt, ochrana, prosazování a podpory všech lidských práv a základních svobod žen, zejména těch ohrožených, v ekonomické, sociální, politické, kulturní a jiné sféře před diskriminací, a to bez ohledu na třídní příslušnost, věk, sexuální orientaci, genderovou identitu, jazyk, etnikum, náboženství, ideologii, zdravotní stav, vzdělání a rodinný stav."
V r. 2001 přijala dolní komora filipínského Kongresu jednomyslně návrh zákona proti homofobní diskriminaci, který se však nestihl projednat kvůli zdržení v Senátu, a tím pádem nikdy nevešel v platnost.
Jediným návrhem zákona, který přímo odkazoval na diskriminaci LGBT komunity jako celku byl návrh anti-diskriminačního zákona, známý také jako SOGIE Equality Bill. Podle jeho ustanovení by mělo být s každou osobou zacházeno stejně bez ohledu na pohlaví, sexuální orientaci nebo genderovou identitu, včetně rovného přístupu ke stejným podmínkám, právům a povinnostem. Zákona navrhla 1. července 2013 poslankyně dolní komory filipínského Kongresu Hon. Kaka J. Bag-ao za volební obvod Ostrovy Dinagat. Velká část právních expertů sdružená pod názvem Equality Champs tlačí Kongres k přijetí návrhu anti-diskriminačního zákona jako celku v časovém horizontu 17 let. Po jeho opětovném předložení a zpracování jej v roce 2016 podpořilo více než 130 právníků.
20. září 2017 byl v dolní komoře filipínského Kongresu přijat ve třetím čtení návrh anti-diskriminačního zákona (HB 4982). Pro přijetí hlasovalo 198 poslanců, proti nikdo. Legislativa se momentálně nachází v Senátu.

### Místní vyhlášky
Čtyři filipínské provincie zakazují diskriminace na základě sexuální orientace nebo genderové identity. Jedná se o Agusan del Norte, Batangas, Ostrovy Dinagat a Iloilo. Provincie Cavite zakazuje pouze diskriminaci jiných sexuálních orientací, ale ne genderových identit.
Některá filipínská města, municipality a malé obce barangay a mají taktéž vlastní anti-diskriminační vyhlášky. Angeles, Antipolo, Bacolod, Baguio, Batangas, Butwan, Candon, Cebu, Davao, General Santos, Mandaue, Puerto Princesa, Quezon a Vigan zakazují diskriminaci jiných sexuálních orientací a genderových identit. Město Dagupan zakazuje pouze diskriminaci jiných sexuálních orientací. V r. 2003 přijalo město Quezon vyhlášku zakazující diskriminaci homosexuálů. Ta byla v r. 2014 novelizovaná na zákaz diskriminace na základě jakékoli sexuální orientace nebo genderové identity. Podobné vyhlášky mají 3 obce barangays (Bagbag, Greater Lagro a Pansol; všechny tři spadají pod město Quezon) a jsou součástí municipality San Julian.

### Zákony proti šikaně
Sexuální orientace a genderová identity jsou zahrnuty do definice šikany v ustanoveních zákona proti šikaně přijatém Kongresem v r. 2013.

## Životní podmínky

### Náboženství
Na Filipínách existuje několik náboženství, včetně římského katolicismu, Iglesia ni Cristo a islámu a dalších. Všechny se stavějí k homosexuální problematice odlišně.

#### Římský katolicismus
Filipíny jsou převážně katolickou zemí, v níž se přibližně 82,9 % populace hlásí k římskému katolicismu. Římskokatolická církev je jednou z nejaktivnějších náboženských organizacích odmítajících práva LGBT komunity. Konference filipínských katolických biskupů (Catholic Bishops' Conference of the Philippines) se striktně drží definice manželství jako svazku jednoho muže a jedné ženy. Kromě toho aktivně vyzývají jednotlivce a politiky, aby odmítali legalizaci stejnopohlavního manželství. Podle jejich názoru by měli jednotlivci odmítat účast na homosexuálních svatbách a politici hlasovat proti veškerým návrhů zákona o stejnopohlavním manželství. Homosexuální svazek není a nikdy nemůže být v manželstvím v pravém slova smyslu, a proto je nesmyslné jej takto nazývat," tvrdí konference. Na druhou stranu zastávají biskupové názor, že být homosexuálem není hřích, protože se jedná o vrozený a neměnný stav. Katolická církev se staví ke členům LGBT komunity vstřícně a snaží se k nim přístupem s respektem a s citem.

#### Iglesia ni Cristo
Iglesia ni Cristo se striktně drží Bible a odmítá každého, kdo se angažuje v homosexuálních praktikách, které jsou vnímány jako amorální a hříšné. Mezi amorální akty patří kromě sexuálních styků a partnerství se stejným pohlavím také crossdressing a stejnopohlavní manželství. Inglesia ni Cristo zakazuje mimo jiné mužům nosit dlouhé vlasy jako symbol feminity, který náleží pouze ženám.

#### Islám
Filipínští muslimové čelí konfrontaci s kulturní diverzitou. Nicméně většina zdejších muslimů má tendenci vnímat homosexualitu a transgender jako hřích a herezi, nikoli jako odlišnost a diverzitu.

#### Dayawismus
Místní náboženské systémy nesoucí společný název Dayawismus mají tendenci vnímat homosexuální akty jako přirozenou součást lidského života, která je plně akceptovatelná a v některých případech dokonce i božská. Nicméně kvůli silnému vlivu islámu na jihu a křesťanství ve zbytku země začínají i některá domorodá náboženství přejímat jejich převážně negativní přístupy k homosexualitě.

### Politika
Pasivní volební právo myslí i na marginalizované společenské vrstvy - seniory, zemědělce, pracující, mladé atd. Podle filipínské ústavy mají právo na 20 % křesel ve Sněmovně reprezentantů. V letech 1995-1997 byl uskutečněn neúspěšný pokus o zařazení LGBT komunity. Hlavním průkopníkem této reformy byl politik Blas Ople, který v r. 1997 řekl: "Vzhledem k ne moc vstřícnému přijímání LGBT lidí naší administrativou se není čemu divit, že jim náš prezident odmítnul pomoci získat větší politický vliv."
Komunistická strana Filipín zahrnula LGBT práv do své stranické platformy v r. 1992, čímž se stala první filipínskou politickou stranou, která tak učinila. The Akbayan Citizen's Action Party byla další nově vzniklou stranou, byť malou, která v r. 1998 začala hájit LGBT práva.
Filipínské strany jsou typicky velmi opatrné v podpoře LGBT práv, neboť se většina z nich pohybuje podél sociálně konzervativního politického spektra. Předním odpůrcem LGBT práv se stal kongresman Bienvenido Abante (6. manilský distrikt) za konzervativní stranu Lakas-CMD.
Administrativa bývalé prezidentky Glorie Macapagal-Arroyové nedávno vyzývala k většímu politickému zájmu o genderové otázky. Reprezentantka strany Akbayan Risa Hontiveros řekla, že absence jakékoli politiky hájící práva leseb, gayů, bisexuálů a translidí znamená vládní homofobii, která z LGBT činí občany druhé kategorie.
17. června 2011 se Filipíny zdrželi hlasování k Deklaraci OSN o právech jiných sexuálních orientací a genderových identit, která odsuzuje násilí, harašment, diskriminaci, ostrakizaci, stigmatizaci a předsudky vůči jiným sexuálním orientacím a genderovým identitám. Nicméně 26. září 2014 učinily Filipíny průlomové rozhodnutí, když podpořily rezoluci Rady pro lidská práva OSN k boji proti homofobnímu a transfobnímu násilí.
Strana Ang Ladlad je nová progresivní politická strana, jejíž primární agendou je boj s homofobní a transfobní diskriminací.
11. listopadu 2009 odmítla Filipínská volební komise (Philippine Commission of Elections) petici LGBT politické strany Ang Ladlad, jíž se chtěla přihlásit do květnových voleb 2010 kvůli "amorálnosti". Ve všeobecných volbách 2007 byla Ang Ladlad diskvalifikována, protože se jí nepodařilo prokázat celonárodní členství.
8. dubna 2010 zrušil Nejvyšší soud Filipín rozhodnutí volební komise, čímž umožnil Ang Ladlad se zúčastnit květnových voleb.

## Komunita
LGBT komunita se nezačala hlásit o svá práva dříve než v 90. letech. Majetková a politická situace na Filipínách, zejména totalitní režimy, znemožňovali LGBT komunitě se organizovat. Jedním z prvních otevřeně homosexuálních lidí byl režisér Lino Brocka.
První pochod LGBT hrdosti v Asii se konal právě na Filipínách dne 26. června 1994 v Quezon City. Jeho organizátory byly ProGay Philippines a Metropolitan Community Church Philippines (MCCPH). O několik let později jej zorganizovala studentská skupina UP Babaylan. Zúčastnily se jej stovky lidí. Kromě manifestace za práva sexuálních menšin se protestovalo i proti vládě a nově zaváděné dani z přidané hodnoty.
Od 90. let se LGBT lidé začali více politicky a sociálně organizovat a zviditelňovat. Každý rok se zde koná několik festivalů LGBT hrdosti. Kromě toho zde působí několik LGBT organizací specializujících se na studenty univerzit, ženy a transgender. Filipínská gay scéna je taktéž velmi rozvinutá. Hlavní město Manila má nespočet barů, klubů, saun a dalších LGBT míst.
- UP Babaylan založená v r. 1992 zůstává nejstarší a největší LGBT studentskou organizací na Filipínách
- Progay-Philippines, založená v r. 1993 se podílela na prvním asijském průvodu gay pride[47] v r. 1994
- LAGABLAB, Lesbian and Gay Legislative Advocacy Network založená v r. 1999
- STRAP (Society of Transsexual WOMEN of the Philippines), manilská podpůrná skupina pro transženy založená v r. 2002.
- Philippine Network of Metropolitan Community Church, síť LGBT zpřízněných církví, které tvoří centrum pro sexualitu a spiritualitu, první byla založená v r. 1991. Členské církve jsou.MCC Quezon City, MCC Metro Baguio, MCC Makati, and MCC Marikina.

## Vojenská služba
Jiná sexuální orientace nebo náboženské vyznání nejsou překážkou ke službě ve filipínské armádě, ačkoliv některé zprávy tvrdí, že otevřeně homosexuální žadatelé bývávají při náboru diskriminováni. 3. března 2009 oznámily Filipíny, že oficiálně zruší zákaz otevřeně homosexuálních a bisexuálních mužů a žen sloužit v armádě.

## Veřejné mínění
Podle průzkumu Pew Research Center z roku 2013 souhlasí 73 % dospělých Filipínců s tvrzením, že by homosexualita měla být společensky akceptovaná, což je oproti 64 % z roku 2002 nárůst o devět procentních bodů.
V květnu 2015 publikoval PlanetRomeo, LGBT sociální síť, první index gay spokojenosti (Gay Happiness Index GHI). Gayové ze 120 zemí byli tázáni na to, zda se cítí dobře ve společnosti, jaké mají zkušenosti ve vztahu s jinými lidmi, a jak hodnotí kvalitu svého života. Filipíny se umístily na 41. místě s výsledkem 50.
Průzkum uskutečněný organizací Laylo Research Strategies v r. 2015 shledal, že 70 % Filipínců jednoznačně nesouhlasí se stejnopohlavním manželstvím, zatímco 14 % je spíše proti, 12 % spíše pro a 4 % jednoznačně pro. In generalization, the 2015 poll states that 84% were against same-sex marriage and 16% were in favor.
V r. 2016 shledal průzkum ILGA, že 52 % Filipínců je proti stejnopohlavnímu manželství, 25 % pro a 24 % si je nejistých. Výsledky ukázaly velký nárůst veřejné podpory legalizace stejnopohlavních sňatků ve srovnání s průzkumem Laylo Research z loňského roku.
Podle průzkumu ILGA z roku 2017 zastává 63 % Filipínců názor, že by gayové, lesby a bisexuálové měli mít stejná práva a povinnosti jako heterosexuálové, zatímco 20 % bylo proti. Dále 63 % souhlasilo s tím, že by sexuální menšiny měli mít právní ochranu před diskriminací na pracovišti. Nicméně 27 % Filipínců řeklo, že by lidé žijící v homosexuálním vztahu měli být trestně stíháni; většina respondentů 49 % však byla proti. Co se týče translidí, tak 72 % Filipínců souhlasilo s tím, že by měli mít stejná práva a povinnosti; 72 % by jim přiznalo ochranu před diskriminací na pracovišti a 61 % věřilo, že by měli mít právo na úřední změnu pohlaví.

## Souhrnný přehled
| Legální stejnopohlavní styk                                                             | (Vždycky legální)                       |
| Stejný věk legální způsobilosti k pohlavnímu styku pro obě orientace                    | (Vždycky stejný)                        |
| Anti-diskriminační zákony v zaměstnání                                                  | / (Ne celostátní) (Celostátní navrženy) |
| Anti-diskriminační zákony v zaměstnání                                                  | / (Ne celostátní) (Celostátní navrženy) |
| Anti-diskriminační zákony v ostatních oblastech (homofobní urážky, zločiny z nenávisti) | (Celostátní navrženy)                   |
| Stejnopohlavní manželství                                                               | No                                      |
| Jiná forma stejnopohlavního soužití                                                     | (Navrženo)                              |
| Adopce dítěte partnera                                                                  | No                                      |
| Společná adopce dětí stejnopohlavními páry                                              | No                                      |
| Gayové a lesby smějí otevřeně sloužit v armádě                                          | (2009)                                  |
| Možnost změny pohlaví                                                                   | No                                      |
| Zákaz léčení homosexuality u dětí a mladistvých                                         | No                                      |
| Náhradní mateřství pro gay páry                                                         | No                                      |
| Přístup k umělému oplodnění pro lesbické ženy                                           | No                                      |
| MSM smějí darovat krev                                                                  |                                         |
| Automatické rodičovství obou manželů po narození                                        | No                                      |